# Altica floridana
Altica floridana är en skalbaggsart som beskrevs av Horn 1889. Altica floridana ingår i släktet Altica och familjen bladbaggar. Inga underarter finns listade i Catalogue of Life.